# Rutger Hauer
Pour les articles homonymes, voir Hauer.
Rutger Hauer /ˈrʏtxər ˈɦʌuər/ est un acteur, producteur et réalisateur néerlandais, né le 23 janvier 1944 à Breukelen dans la province d'Utrecht et mort le 19 juillet 2019 à Beetsterzwaag dans la province de la Frise.
Il fait ses premiers pas devant la caméra en 1969, tenant alors le rôle titre de la série Floris de Paul Verhoeven. Il devient pendant un temps l'acteur fétiche de ce dernier, apparaissant dans les films Turkish Délices (1973), Katie Tippel (1975), Le Choix du destin (1977), Spetters (1980) et La Chair et le Sang (1985).
Acteur à la carrière internationale, il commence son parcours au sein du cinéma américain avec le film Les Faucons de la nuit (1981) de Bruce Malmuth, avant d'en devenir une icône grâce au rôle du réplicant Roy Batty dans le film de science-fiction Blade Runner (1982) de Ridley Scott, dans lequel sa tirade finale marque les esprits. Maintenant plus exposé, il joue notamment durant cette décennie dans les films Osterman week-end (1983) de Sam Peckinpah, Ladyhawke (1985) de Richard Donner, Hitcher (1986) de Robert Harmon, La Légende du saint buveur (1988) de Ermanno Olmi ou encore Vengeance aveugle (1989) de Phillip Noyce. Il est également Alexandre Petcherski dans le téléfilm Les Rescapés de Sobibor (1987) de Jack Gold.
Dans les années 1990 et 2000, il apparaît dans de nombreux films à exposition moindre ainsi que dans des rôles secondaires, comme dans Buffy, tueuse de vampires (1992) de Fran Rubel Kuzui, Confessions d'un homme dangereux (2002) de George Clooney, Sin City (2005) de Robert Rodriguez et Frank Miller, ou encore Batman Begins (2005) de Christopher Nolan.
Interprète du rôle titre du film d'exploitation Hobo with a Shotgun (2011), Hauer participe également à plusieurs séries télévisées dans les années 2010, telles que True Blood (2013-2014), Galavant (2015) ou encore Mata Hari (2016). En 2016, il prête sa voix à l'androïde Ash (en) dans la fiction audio Alien: Out Of The Shadows, tandis qu'en 2017, il prête sa voix et son apparence au détective Daniel Lazarski, protagoniste du jeu Observer, un cyber-polar sur fond d'horreur psychologique.

## Biographie

### Jeunesse et formation
Rutger Hauer naît à Breukelen dans la province d'Utrecht. Il est le fils des acteurs de théâtre Teunke Mellema et Arend Hauer. Ses parents étant souvent en tournée, Rutger et ses trois sœurs sont principalement élevés par une nurse.
Adolescent rebelle, il est réfractaire à l'autorité et, à l'âge de quinze ans, passe un an à travailler sur un navire cargo. Mais il ne peut pas faire carrière car il est daltonien et, à son retour aux Pays-Bas, il travaille dans le bâtiment. Ses parents lui font ensuite intégrer des cours de théâtre, suivant des cours à l’école d'art dramatique d'Amsterdam.
Il s'engage brièvement dans la Marine royale néerlandaise avant de se rendre compte qu'il n'est pas fait pour la vie militaire, se faisant volontairement réformer pour problèmes psychiatriques. Il reprend ses cours de théâtre en 1964 et se joint à une troupe itinérante expérimentale, puis obtient son diplôme en 1967.

### Carrière

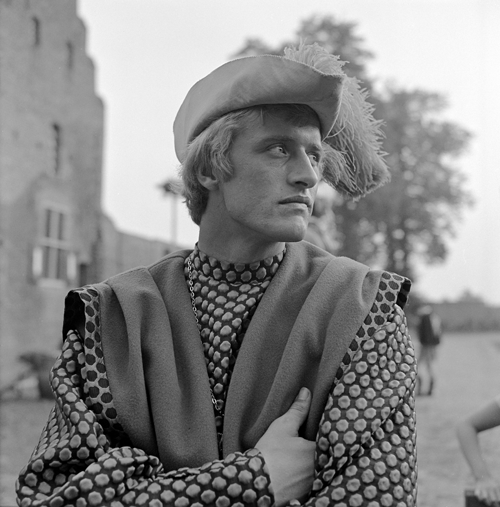
Rutger Hauer en 1968 dans la série télévisée Floris.

Rutger Hauer obtient son premier rôle en 1969 dans la série télévisée Floris de Paul Verhoeven où il interprète le rôle-titre, un équivalent néerlandais de Thierry la Fronde. Il devient alors l'acteur fétiche de Verhoeven à ses débuts cinématographiques, en particulier dans le sulfureux Turkish Délices (1973) aux côtés de Monique van de Ven.

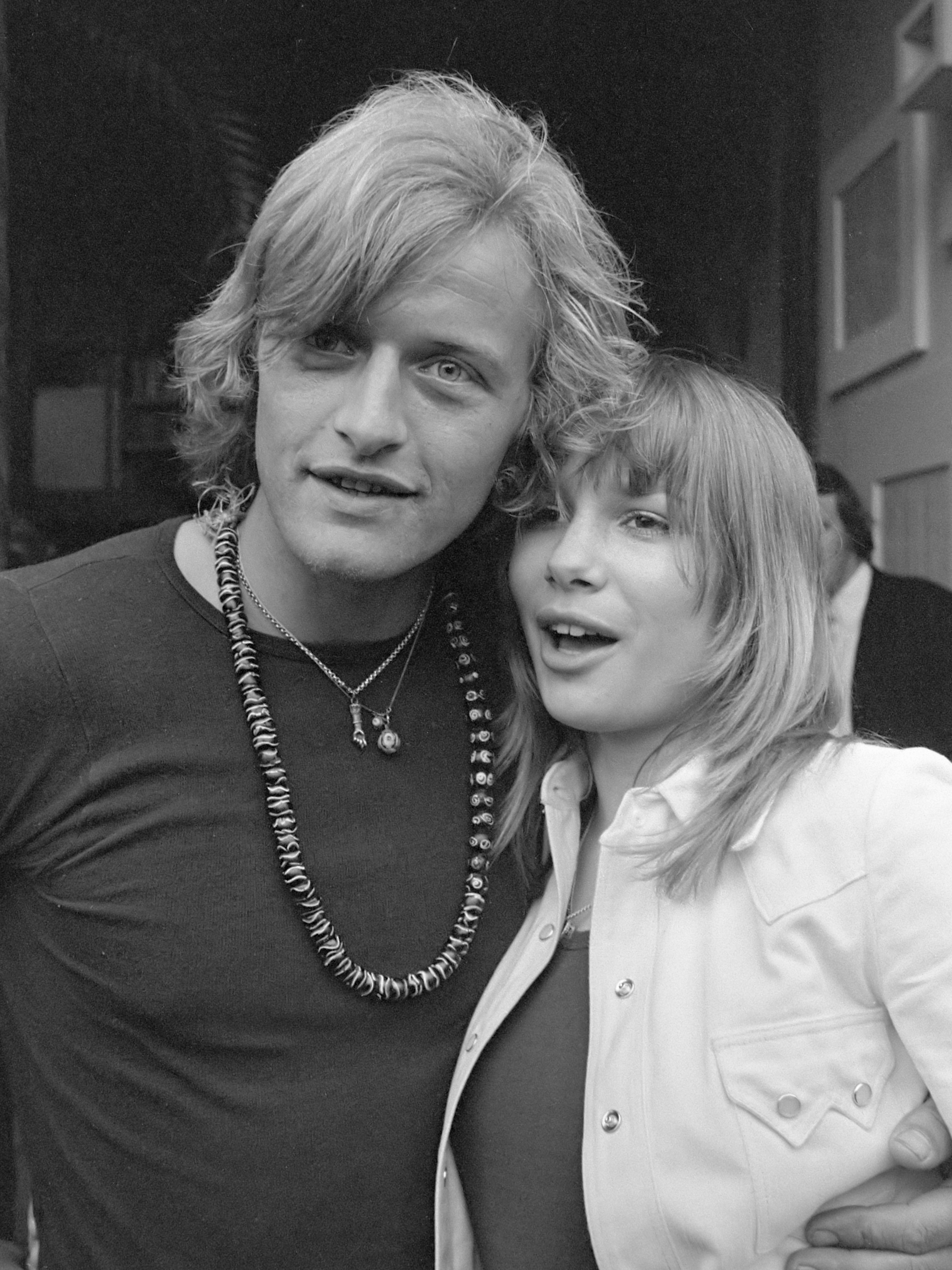
Rutger Hauer et Monique van de Ven en 1972 lors du tournage de Turkish Délices.

Il fait ses débuts dans le cinéma américain en interprétant un terroriste opposé à Sylvester Stallone dans Les Faucons de la nuit (1981) de Bruce Malmuth. La célébrité arrive l'année suivante avec le film-culte de science-fiction Blade Runner (1982) de Ridley Scott, où il joue le rôle mémorable du réplicant Roy Batty qui marque les esprits notamment grâce à son monologue final,. Ce personnage est classé à la 86e place des 100 plus grands personnages du cinéma par le magazine Empire.
Il enchaîne ensuite les tournages, avec notamment Osterman week-end de Sam Peckinpah (1983), Ladyhawke, la femme de la nuit de Richard Donner (1985), La Chair et le Sang (1985) de Paul Verhoeven, Hitcher (1986) de Robert Harmon et La Légende du saint buveur (1988) de Ermanno Olmi, démontrant dans ce dernier film d'autres facettes de son talent.
Dans les années 1990, il apparaît dans de nombreux films à petit budget et de téléfilms et, dans les années 2000, on le voit dans des rôles secondaires, comme en 1992 dans Buffy, tueuse de vampires de Fran Rubel Kuzui et en 2002 dans Confessions d'un homme dangereux (2002) de George Clooney.
En 2003, il tient le temps de deux épisodes, le personnage de Morgan Edge dans la troisième saison de la série télévisée Smallville qui dépeint les origines du super-héros de DC Comics Superman, ici interprété par Tom Welling. L'année d'après, il tient le rôle du vampire Kurt Barlow dans la mini-série Salem qui adapte le roman de Stephen King.
En 2005, il apparait en second couteau dans deux adaptations de comics. Il est ainsi l'odieux Cardinal Roark dans l'adaptation cinématographique de Robert Rodriguez et de Frank Miller, des comics Sin City créés par ce dernier, ainsi qu'un cadre véreux de Wayne Enterprises dans Batman Begins de Christopher Nolan, premier volet de la trilogie à succès The Dark Knight.
En 2011, il tient le rôle titre du film d'exploitation et d'action canadien Hobo with a Shotgun, écrit et réalisé par Jason Eisener (en). À l'instar de Machete sorti en 2010, ce film est à l'origine une fausse bande annonce présente avec d'autres dans le diptyque Grindhouse de 2007, ce dernier comprenant les films Boulevard de la mort de Quentin Tarantino et Planète Terreur de Robert Rodriguez.
Il continue à tourner dans beaucoup de productions au début des années 2010, notamment dans Dracula 3D (2012) de Dario Argento où il tient le rôle d'Abraham Van Helsing. La même année, il est le narrateur de l'album musical Lost in the New Real d'Arjen Anthony Lucassen.
De 2013 à 2014, il joue le rôle de Niall Brigant dans six épisodes de la série d'HBO True Blood. En 2015, il joue le rôle de Kingsley dans la première saison de la comédie musicale Galavant.
À 70 ans passés, Rutger Hauer reste un grand nom de la science fiction et participe à une franchise populaire du genre, la saga Alien. Ainsi, en 2016, il succède à Ian Holm dans le rôle de l'androïde Ash (en) pour les besoins de la fiction audio Alien: Out Of The Shadows, adaptation par Audible studios du roman du même nom de Tim Lebbon. L'année d'après, c'est au détective Daniel Lazarsk, membre des Observers et protagoniste du jeu horreur psychologique Observer, qu'il prête sa voix ainsi que son apparence.
À la suite de la mort de Leonard Nimoy en 2015, Rutger Hauer est choisi pour remplacer ce dernier en 2019 dans la version anglophone de Kingdom Hearts III, Nimoy tenant le rôle de maître Xehanort dans les jeux Kingdom Hearts: Birth by Sleep et Kingdom Hearts 3D: Dream Drop Distance, respectivement sortis en 2010 et 2012. Par la suite, c'est Christopher Lloyd qui prendra la relève après la mort d'Hauer en 2019.

### Vie privée
Rutger Hauer se marie une première fois avec Heidi Merz ; le couple a une fille, Aysha Hauer (née en 1966). Il se marie une seconde fois en 1985 avec l'artiste peintre Ineke ten Kate, sa compagne depuis 1968.

### Mort
Rutger Hauer meurt le 19 juillet 2019 chez lui à Beetsterzwaag, dans la commune néerlandaise d'Opsterland, des suites d'un cancer du pancréas,. Ironie du sort, il disparaît quelques mois avant la date (en novembre 2019) à laquelle son personnage de Roy Batty, le réplicant de Blade Runner qui l'a rendu célèbre, meurt.

## Engagements

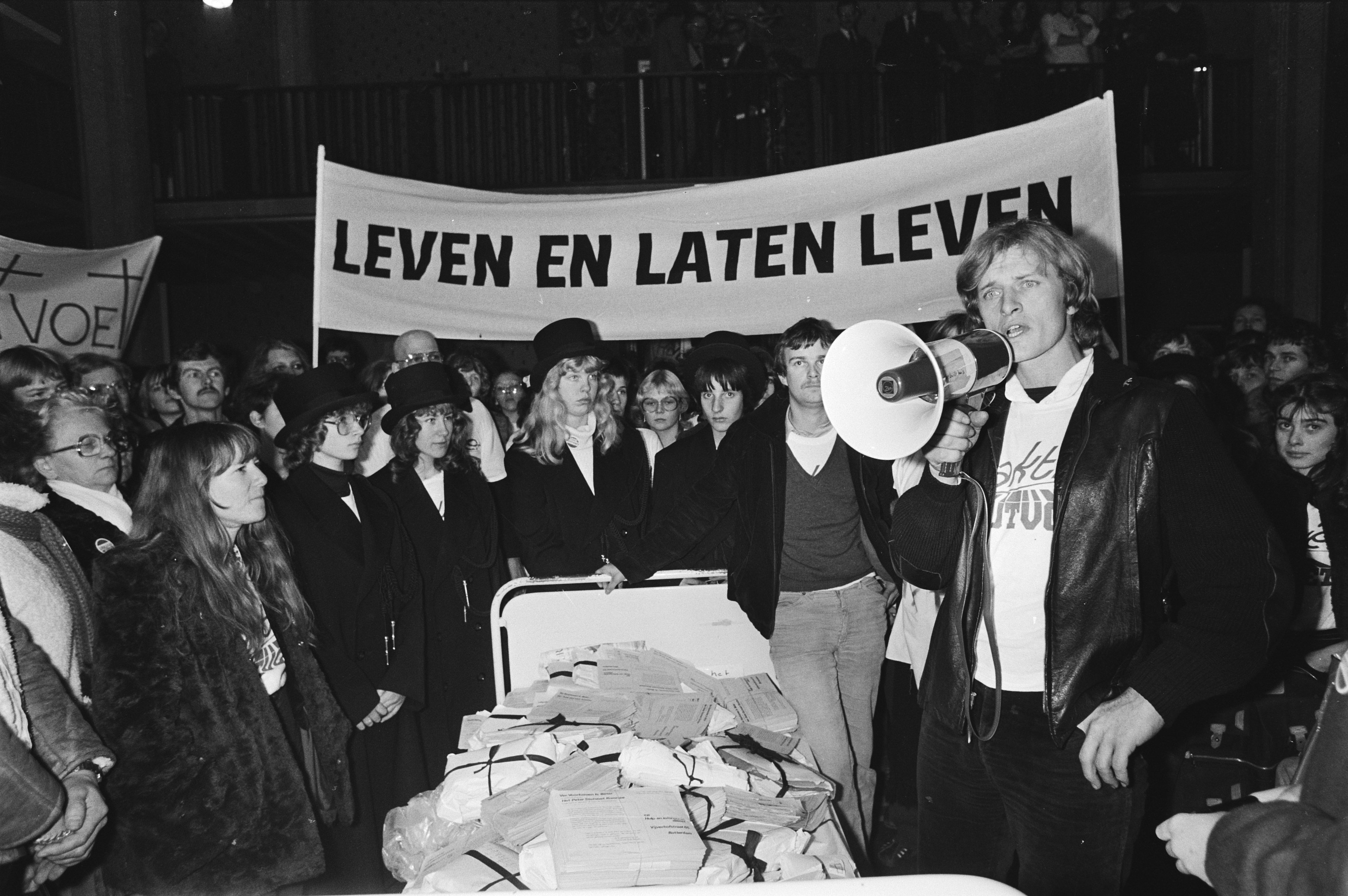
Rutger Hauer lors d'une manifestation à La Haye en 1979.

Rutger Hauer est très impliqué dans l'écologisme. Il a milité pour la libération de Paul Watson, président de la Sea Shepherd Conservation Society.
En 2000, il crée une association pour la lutte contre le SIDA, la « Rutger Hauer Starfish Association ».
En 2016, il rejoint le jury de tournage de ShortCutz Amsterdam, un festival annuel faisant la promotion des courts métrages à Amsterdam. Parmi les autres membres du jury figurent Roel Reiné et Jan Harlan,.

## Publication
(en) Rutger Hauer et Patrick Quinlan, All Those Moments: Stories of Heroes, Villains, Replicants, and Blade Runners (autobiographie), Dey Street Books, 2007, 254 p. (ISBN 978-0061133909)

## Filmographie
Rutger Hauer a à son actif près de 173 apparitions, rôles ou figurations au cinéma et à la télévision sur plus de 50 ans de carrière.

### Acteur

#### Cinéma

##### Années 1970
- 1973 : Turkish Délices (Turks fruit) de Paul Verhoeven : Eric Vonk
- 1973 : Repelsteeltje de Harry Kümel : le roi
- 1974 : La Môme Pissenlit (Pusteblume) d’Adrian Hoven : Rick
- 1975 : Le Vent de la violence (The Wilby Conspiracy) de Ralph Nelson : Blane
- 1975 : Katie Tippel (Keetje Tippel) de Paul Verhoeven : Hugo
- 1975 : Das Amulett des Todes (de) de Ralf Gregan (de) et Günter Vaessen : Cris
- 1975 : L'Année du cancer (Het jaar van de kreeft) de Herbert Curiel : Pierre
- 1976 : Max Havelaar (Max Havelaar of de koffieveilingen der Nederlandsche handelsmaatschappij) de Fons Rademakers : Duclari
- 1976 : La Donneuse de Jean-Marie Pallardy
- 1977 : Le Choix du destin (Soldaat van Oranje) de Paul Verhoeven : Erik Lanshof
- 1978 : Pastorale 1943 (en) de Wim Verstappen : August Schultz
- 1978 : Mysteries de Paul de Lussanet : Johan Nagel
- 1979 : Femme entre chien et loup (Vrouw tussen hond en wolf, Een) d’André Delvaux : Adriaan
- 1979 : Grijpstra en De Gier (nl) de Wim Verstappen : Rinus de Gier

##### Années 1980
- 1980 : Spetters de Paul Verhoeven : Gerrit Witkamp
- 1981 : Les Faucons de la nuit (Nighthawks) de Bruce Malmuth : Heymar « Wulfgar » Reinhardt
- 1981 : Chanel solitaire (Coco Chanel) de George Kaczender : Étienne Balsan
- 1982 : Blade Runner de Ridley Scott : Roy Batty
- 1983 : Eureka de Nicolas Roeg : Claude Maillot Van Horn
- 1983 : Osterman week-end (The Osterman Weekend) de Sam Peckinpah : John Tanner
- 1984 : Une race à part (A Breed Apart) de Philippe Mora : Jim Malden
- 1985 : Ladyhawke, la femme de la nuit (Ladyhawke) de Richard Donner : le capitaine Étienne Navarre
- 1985 : La Chair et le Sang (Flesh and Blood) de Paul Verhoeven : Martin
- 1986 : Hitcher (The Hitcher) de Robert Harmon : John Ryder
- 1986 : Mort ou vif (Wanted: Dead or Alive) de Gary Sherman : Nick Randall
- 1988 : La Légende du saint buveur (La Leggenda del santo bevitore) de Ermanno Olmi : Andreas Kartak
- 1989 : Bloodhounds of Broadway de Howard Brookner : le cerveau
- 1989 : Vengeance aveugle (Blind Fury) de Phillip Noyce : Nick Parker
- 1989 : Par une nuit de clair de lune (In una notte di chiaro di luna) de Lina Wertmüller : John Knott
- 1989 : Le Sang des héros (The Blood of Heroes) de David Webb Peoples : Sallow

##### Années 1990
- 1991 : Wedlock de Lewis Teague : Frank Warren
- 1992 : Coupable (Past Midnight) de Jan Eliasberg : Ben Jordan
- 1992 : Killer Instinct (Split Second) de Tony Maylam et Ian Sharp : Harley Stone
- 1992 : La Loi du désert (Beyond Justice) de Duccio Tessari : Tom Burton
- 1992 : Buffy, tueuse de vampires (Buffy the Vampire Slayer) de Fran Rubel Kuzui : Lothos
- 1993 : L'Enfer des neiges (en) (Arctic Blue) de Peter Masterson : Ben Corbett
- 1994 : Que la chasse commence (Surviving the Game) de Ernest R. Dickerson : Thomas Burns
- 1994 : Nostradamus de Roger Christian : le moine mystique
- 1994 : The Beans of Egypt, Maine de Jennifer Warren (en) : Reuben Bean
- 1995 : Off Limits (Blood of the Innocent) de Bob Misiorowski : Dr Lem
- 1996 : Lune précieuse (en) (Precious Find) de Philippe Mora : Armond Crille
- 1996 : La Clé des mondes parallèles (en) (Crossworlds) de Krishna Rao : A. T. (vidéo)
- 1996 : Omega Doom de Albert Pyun : Omega Doom
- 1996 : Mariette in Ecstasy de John Bailey : Chaplain
- 1997 : Paradis express (Knockin' on Heaven's Door) de Thomas Jahn : Curtiz
- 1997 : Prise d'otages à Atlanta (Blast) d'Albert Pyun : Leo
- 1997 : Hémoglobine (Bleeders) de Peter Svatek : le docteur Marlowe
- 1997 : Deathline (Redline) de Tibor Takács : John Anderson Wade
- 1998 : Tactical Assault (nl) de Mark Griffiths : le capitaine John « Doc » Holiday (vidéo)
- 1998 : Bone Daddy de Mario Azzopardi : William H. Palmer
- 1999 : Simon le magicien (Simon Magus) de Ben Hopkins : conte Albrecht, l'écuyer
- 1999 : www.crime.com (en) (New World Disorder) de Richard Spence (en) : David Marx

##### Années 2000
- 2000 : Liés par le crime (Partners in Crime) de Jennifer Warren : Gene Reardon (vidéo)
- 2000 : Wilder de Rodney Gibbons : le docteur Sam Dennis Charney
- 2000 : Jeux d'influences (Lying in Wait) de D. Shone Kirkpatrick : Keith Miller
- 2001 : Turbulence 3: Heavy Metal (en) de Jorge Montesi : copilote MacIntosh (vidéo)
- 2001 : Flying Virus de Jeff Hare : Ezekial
- 2002 : I banchieri di Dio (I banchieri di Dio) de Giuseppe Ferrara : le cardinal Marcinkus
- 2002 : Impact imminent (Scorcher) de James Seale : le président Nelson (vidéo)
- 2002 : Warrior Angels de Byron W. Thompson : Grekkor
- 2002 : Confessions d'un homme dangereux (Confessions of a Dangerous Mind) de George Clooney : Keeler
- 2004 : Tempesta de Tim Disney : Van Beuningen
- 2004 : Camera ascunsa de Bogdan Dumitrescu : Sebastian
- 2004 : In the Shadow of the Cobra de Ted Nicolaou (en) : Gallo
- 2005 : Sin City de Frank Miller et Robert Rodriguez : le cardinal Roark
- 2005 : Batman Begins de Christopher Nolan : William Earle
- 2005 : Dracula III: Legacy de Patrick Lussier : le comte Dracula (vidéo)
- 2005 : Zerkalnie voyni: Otrazhenie pervoye de Vasili Chiginsky : l'homme mystérieux
- 2006 : The Hunt for Eagle One de Brian Clyde : le général. Frank Lewis (vidéo)
- 2006 : Minotaur (en) (Minotaur) de Jonathan English : Cyrnan
- 2006 : Mentor de David Langlitz : Sanford Pollard (vidéo)
- 2007 : Goal 2 : La Consécration (Goal! 2: Living the Dream) de Jaume Collet-Serra : Rudi Van Der Merwe
- 2007 : 75 secondes pour survivre (7eventy 5ive) de Brian Hooks et Deon Taylor : le détective John Criton
- 2007 : Moving McAllister de Andrew Black : Maxwell McAllister
- 2008 : Magic Flute Diaries (en) de Kevin Sullivan : Dr Richard Nagel
- 2008 : Bride Flight de Ben Sombogaart : Frank, âgé
- 2008 : Pathology de Marc Schölermann : Dr Aidan
- 2008 : Tonight at Noon de Michael Almereyda : Diego
- 2009 : Oogverblindend de Cyrus Frisch : Cyrus Frisch
- 2009 : Barberousse, l'Empereur de la mort (Barbarossa) de Renzo Martinelli : Frédéric Barberousse

##### Années 2010
- 2010 : Happiness Runs d’Adam Sherman : Insley
- 2011 : Hobo with a Shotgun de Jason Eisener : Hobo
- 2011 : Bruegel, le Moulin et la Croix (The Mill and the Cross) de Lech Majewski : Pieter Brueghel l'Ancien
- 2011 : Le Rite (The Rite) de Mikael Håfström : Istvan Kovak
- 2011 : Ingrid Jonker (Black Butterflies) de Paula van der Oest : Abraham Jonker
- 2011 : Alle for én (en) de Rasmus Heide : Niemeyer
- 2011 : Rescue Team d’Aleksandr Yakimchuk : Khant
- 2011 : Le Village de carton (Il villaggio di cartone) d’Ermanno Olmi : le sacristain
- 2011 : Portable Life de Fleur Boonman : Antonio
- 2011 : The Reverend de Neil Jones : Withstander
- 2011 : De Heineken Ontvoering (nl) de Maarten Treurniet : Alfred Heineken
- 2011 : Spoon de Sharlto Copley et Simon Hansen : Victor Spoon
- 2012 : Dracula 3D de Dario Argento : Abraham Van Helsing
- 2012 : Célibataires et en cavale (Life's a Beach) de Tony Vitale : Jean-Luc
- 2012 : Agent Ranjid rettet die Welt de Michael Karen : Van Dyk
- 2012 : Il futuro d'Alicia Scherson : Maciste
- 2012 : Real Playing Game de Tino Navarro et David Rebordão : Steve Battier
- 2013 : Les Lettres de Mère Teresa (The Letters) de William Riead : Benjamin Praagh
- 2014 : 2047: The Final War d'Alessandro Capone : Colonel Asimov
- 2015 : Le Roi Scorpion 4 : La Quête du pouvoir (The Scorpion King 4: Quest for Power) de Mike Elliott (en) : le roi Zakkour
- 2015 : Michiel de Ruyter de Roel Reiné : Maarten Tromp
- 2015 : WAX: We Are the X de Lorenzo Corvino : le roi Zakkour
- 2015 : Emperor de Lee Tamahori : Jean Ier de Saxe
- 2016 : Beyond Valkyrie: Dawn of the 4th Reich de Claudio Fäh : Oskar Halminski
- 2016 : Drawing Home de Markus Rupprecht : Carl Rungius
- 2017 : Gangsterdam de Romain Lévy : Dolph Von Tannen
- 2017 : Valérian et la Cité des mille planètes de Luc Besson : le Président de la Fédération Humaine
- 2017 : 24H Limit (24 Hours to Live) de Brian Smrz (en) : Frank
- 2017 : The Broken Key de Louis Nero : le professeur Moonlight
- 2018 : Samson de Bruce Macdonald : Manoah
- 2018 : Corbin Nash de Ben Jagger : l’étranger
- 2018 : Les Frères Sisters de Jacques Audiard : le commodore
- 2018 : The Sonata d’Andrew Desmond : Richard Marlowe
- 2019 : La Légende du dragon d'Oleg Stepchenko : l'ambassadeur

#### Courts métrages
- 1973 : Repelsteeltje de Harry Kümel
- 2001 : The Room de Rutger Hauer et Erik Lieshout : Harry
- 2001 : The Last Words of Dutch Schultz de Gerrit van Dijk : Arthur « Dutch Schultz » Flegenheimer (voix)
- 2007 : Sweet Betty d’Adrian Bol : le psychiatre
- 2008 : The Rhapsody de Max Cusimano
- 2009 : 3 de Dorota Zglobicka : le père
- 2011 : Requiem 2019 de Rutger Hauer et Sil Van Der Woerd
- 2013 : I Turned Her to the Left de Stuart Gillies
- 2013 : Isip the Warrior de Kenny Riches : le prête catholique
- 2015 : Clones de Rafael Bolliger : Dr Richards
- 2016 : Genderness d’Anders Ramsell

#### Téléfilms
- 1975 : Cyrano de Bergerac de Frits Butzelaar et Ko van Dijk : De Valvert
- 1978 : Heilige Jeanne de John van de Rest : Dunois
- 1979 : Es begann bei Tiffany (nl) de Wolfgang Becker : Ryder
- 1982 : Inside the Third Reich de Marvin J. Chomsky : Albert Speer
- 1987 : Les Rescapés de Sobibor (Escape from Sobibor) de Jack Gold : Alexander « Sasha » Pechersky
- 1989 : The Edge de Nicholas Kazan, Luis Mandoki et Carl Schenkel : le shérif Emil Abel
- 1992 : T.V. de Walter Williams : Kid Satin
- 1993 : Angle mort (Blind Side) de Geoff Murphy : Jake Shell
- 1993 : Voyage (en) de John Mackenzie : Morgan Norvell
- 1994 : Amelia Earhart, le dernier vol (Amelia Earhart: The Final Flight) de Yves Simoneau : Fred Noonan
- 1994 : Le Crépuscule des aigles (Fatherland) de Christopher Menaul : SS-Sturmbannführer Xavier March
- 1996 : Mr Stitch de Roger Avary : Dr Rue Wakeman
- 1997 : L'Appel de la forêt (The Call of the Wild: Dog of the Yukon) de Peter Svatek : John Thornton
- 1997 : The Ruby Ring de Harley Cokeliss : Patrick Collins
- 2005 : L'Aventure du Poséidon (The Poseidon Adventure) de John Putch : le prête August Schmitt
- 2007 : Starting Over de Giles Foster : Peter Rossen
- 2008 : The Prince of Motor City de Jack Bender : William Hamilton
- 2012 : Michelangelo, Il cuore e la pietra de Giacomo Gatti : Michel-Ange
- 2013 : Le Vol des cigognes de Jan Kounen
- 2014 : Francesco de Liliana Cavani : le père de Francesco

#### Séries télévisées
- 1969 : Floris : Floris (13 épisodes)
- 1972 : Les Éclaireurs du ciel (en) (The Pathfinders) : Pieter Van Pearsen (saison 1, épisode 7 : Sitting Ducks)
- 1973 : Waaldrecht : Rogier de Jonge (saison 1, épisode 10 : Taxi Meneer?)
- 1975 : Floris von Rosemund : Floris (19 épisodes)
- 1979 : Voor koningin en vaderland : Erik Lanshof (4 épisodes)
- 1979 : Duel in de diepte : John van der Velde (4 épisodes)
- 1989 : Le Prince du désert (Il Principe del deserto) de Duccio Tessari : Tom Burton (mini-série, 3 épisodes)
- 1996 : Omnibus : le narrateur (saison 33, épisode 13 : Paul Verhoeven: From Holland to Hollywood)
- 1997 : Lexx (Lexx: The Dark Zone) : Bog (mini-série, saison 1, épisode 3 : Eating Pattern)
- 1997 : Screen One : le capitaine Britanov (saison 9, épisode 2 : Péril en mer ((Hostile Waters))
- 1998 : Merlin : le roi Vortigern (mini-série, 2 épisodes)
- 2000 : Le 10e Royaume (The 10th Kingdom) : le chasseur (7 épisodes)
- 2003 : Alias : Anthony Geiger (saison 2, épisode 13 : Phase One)
- 2003 : Smallville : Morgan Edge (2 épisodes)
- 2004 : Salem : Kurt Barlow (2 épisodes)
- 2012 : Métal Hurlant Chronicles : Kern (saison 1, épisode 6 : Pledge of Anya)
- 2013 : Le Vol des cigognes de Jan Kounen : Sonderman (mini-série, 2 épisodes)
- 2013 : Wilfred : Dr. Grummons (saison 4, épisode 4 : Answers)
- 2013 : True Blood : Niall Brigant (6 épisodes)
- 2015 : Galavant : Kingsley (3 épisodes)
- 2015 : The Last Kingdom : Ravn (2 épisodes)
- 2016 : Mata Hari : Stolbakken (3 épisodes)
- 2017-2019 : Porters : Tillman (7 épisodes)
- 2018 : Channel Zero : Joseph Peach (6 épisodes)

#### Jeux vidéo
- 2017 : Observer : le détective Daniel Lazarski (voix et visage)
- 2019 : Kingdom Hearts III : maître Xehanort (doublage pour la version anglophone)

#### Publicités
De 1987 à 1994, Rutger Hauer est l'égérie (et le personnage énigmatique) des campagnes de publicités pour la marque de bière Guinness au Royaume-Uni.

### Producteur
- 1989 : Submitting de Craig Schlattman (court métrage, producteur)
- 1993 : L'Enfer des neiges (en) (Arctic Blue) de Peter Masterson (coproducteur délégué)
- 1996 : Mr Stitch de Roger Avary (producteur délégué)
- 2009 : Oogverblindend de Cyrus Frisch (court métrage, producteur délégué)

### Réalisateur
- 2001 : The Room, avec Erik Lieshout (court métrage)
- 2006 : Starfish Tango (court métrage, vidéo)
- 2011 : Requiem 2019, avec Sil Van Der Woerd (court métrage)

## Discographie
- 2012 : Lost in the New Real d’Arjen Anthony Lucassen : le narrateur / le scientifique Voight-Kampff.

## Distinctions

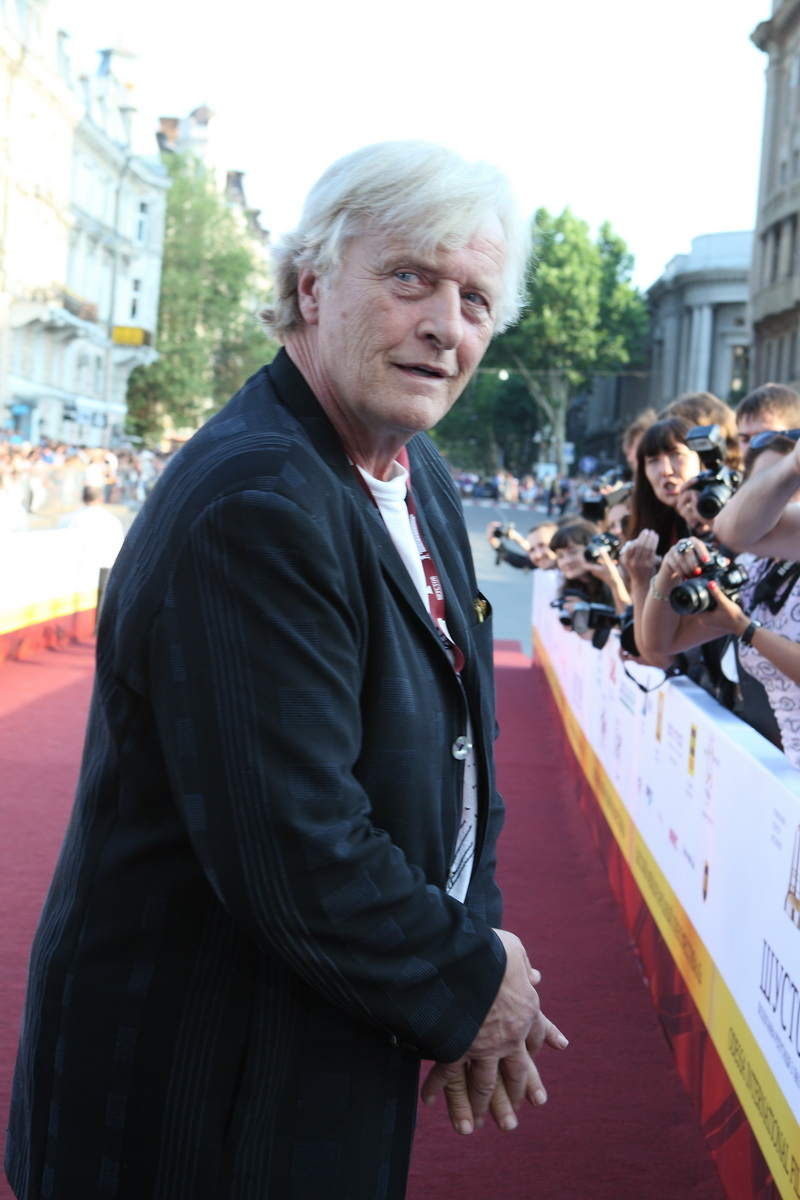
Rutger Hauer, l'air inquiétant, lors du festival international du film d'Odessa 2010.

### Récompenses
- Gouden Kalf 1981 : Meilleur acteur pour l'ensemble de son travail
- Golden Globes 1988 : Meilleur second rôle masculin dans une série, une mini-série ou un téléfilm pour Les Rescapés de Sobibor
- Festival international du film de Seattle 1989 : Meilleur acteur pour La Légende du saint buveur
- Rembrandt Awards 2012 : Meilleur acteur néerlandais pour De Heineken Ontvoering (nl)

### Nominations
- Saturn Awards 1983 : Meilleur acteur dans un second rôle pour Blade Runner
- Prix Sant Jordi du cinéma 1990 : Meilleur acteur étranger pour La Légende du saint buveur
- Golden Globes 1995 : Meilleur acteur dans une minisérie ou un téléfilm pour Le Crépuscule des aigles

Pour une liste plus complète, se référer à l'Internet Movie Database.

### Décoration
Chevalier de l'ordre du Lion néerlandais (2013).

## Voix francophones
En version française, Hervé Bellon et Daniel Beretta (décédé en mars 2024) ont été les voix régulières de Rutger Hauer. Michel Vigné et Féodor Atkine l'ont respectivement doublé à quatre et trois reprises.
En version québécoise, l'acteur n'a pas de voix régulière. Vincent Davy et Guy Nadon l'ont doublé à deux reprises chacun.